# Albert Oeckl
Albert Oeckl (* 27. Dezember 1909 in Nürnberg; † 23. April 2001 in Heidelberg) war ein deutscher Public Relations- und Kommunikations-Berater. Er war Mitbegründer, Vorsitzender und später Ehrenpräsident der Deutschen Public Relations Gesellschaft (DPRG), Hochschullehrer für Öffentlichkeitsarbeit und Begründer des Taschenbuchs des Öffentlichen Lebens.

## Leben
Albert Oeckl legte das Abitur am Humanistischen Gymnasium in Amberg ab. Er studierte Rechtswissenschaften und Volkswirtschaft in München und Berlin und wurde 1934 mit einer Promotion über Die deutsche Angestelltenschaft und ihre Wohnverhältnisse zum Dr. rer. pol. promoviert. Während seines Studiums wurde er Mitglied des AGV München.
Oeckl trat zum 1. Mai 1933 der NSDAP bei (Mitgliedsnummer 1.725.219) und wurde wenig später Mitarbeiter des Reichsministeriums für Volksaufklärung und Propaganda. Bei dessen Münchner Landesstelle stand er vom 9. Januar 1934 bis zum 30. September 1935 als Referent unter Vertrag. Ab 1936 arbeitete Oeckl für die I.G. Farben in Berlin, zuerst in der Pressestelle, ab 1938 in der Direktionsabteilung. Bei der I.G. Farben brachte es Oeckl bis zum stellvertretenden Leiter der Direktionsabteilung. Er organisierte Werkbesuche, gab Geschäftsberichte heraus, betreute unter anderem Gäste des Konzerns während der Olympischen Spiele 1936 und überwachte die Arbeit der Personen- und Organisationskartei.
Von 1939 bis 1941 war Oeckl im Kriegsdienst bei den Brandenburgern, einer Einheit des Geheimdienstes. Sofern Oeckl sich in Berlin aufhielt und dienstfrei hatte, arbeitete er weiter für die I.G. Farben. Ausländische Gäste der I.G. Farben wurden von Oeckl nicht nur „betreut“, sondern auch „abgeschöpft“; seine Berichte sorgten mit dafür, dass man in Berlin immer außerordentlich gut über diejenigen Länder informiert war, in denen man geschäftliche Interessen verfolgte. Im Sommer 1941 wechselte er zum Reichsamt für Wirtschaftsausbau. 1944 war Oeckl Funktionär im KZ Vaivara; am 17. Januar 1944 berichtete er Über den Stand bisheriger Auf- und Ausbauarbeiten der Baltischen Öl GmbH (Baltöl) an den NS-Ökonomen und Europa-Großraum-Strategen Ministerialdirektor Gustav Schlotterer und arbeitete so an den Nationalsozialistischen Europaplänen mit. Oeckl besaß allerdings nie einen nationalsozialistischen Rang und auch keine Weisungsbefugnisse, deshalb wurde er von den Alliierten nach dem Krieg als Mitläufer eingestuft.
Nach dem Krieg war Oeckl bis 1947 mit Berufsverbot belegt, aber von 1945 bis 1950 als Wirtschaftsberater tätig. 1949 bis 1950 arbeitete er als Assistent des CDU-Bundestagsabgeordneten Rudolf Vogel. 1951 wurde Oeckl Geschäftsführer und Leiter der Abteilung Öffentlichkeitsarbeit des Deutschen Industrie- und Handelskammertag und wechselte von dort aus 1959 als Leiter der Abteilung Öffentlichkeitsarbeit zur BASF AG in Ludwigshafen, wo er bis 1974 blieb.
Danach war er als freier Public-Relations-Berater, Leiter von Managementseminaren und als Kommunikationswissenschaftler tätig. Albert Oeckl hatte verschiedene Lehraufträge inne, u. a. von 1960 bis 1970 als Lehrbeauftragter für Öffentlichkeitsarbeit an der Universität Heidelberg, später an der Universität Augsburg (1960–1969), außerdem von 1974 bis 1978 eine außerplanmäßige Professur an der Internationalen Universität Rom für Sozialpsychologie und Public Relations.
Verschiedene verbandspolitische Tätigkeiten kennzeichneten seinen Lebensweg: 1958 war er Mitbegründer der Deutschen Public Relations Gesellschaft, von 1961 bis 1967 deren Präsident, seit 1967 deren Ehrenmitglied und seit 1986 deren Ehrenpräsident; auf internationaler Ebene war er bei der Confédération Européenne des Relations Publiques und in der International Public Relations Association (von 1967 bis 1969 als Präsident, ab 1979 als Ehrenmitglied) tätig. Des Weiteren war Oeckle ab 1967 Ehrenmitglied des Deutschen Instituts für Public Relation und ab 1977 des Centre Européen des Relations Publiques.
Im Jahr 1975 wurde Oeckl das Große Bundesverdienstkreuz verliehen. Er war Vorsitzender der Jury des Deutschen Apotheker-Preises und der Jury für die „Goldene Brücke“ der DPRG. 1985 benannte die DPRG den Albert Oeckl-Preis der DPRG zur Förderung des PR-Nachwuchses nach ihm.
Albert Oeckl war katholisch, ab 1936 mit Auguste Oeckl, geborene Kühl, verheiratet und lebte in Heidelberg-Emmertsgrund.

## Taschenbuch des Öffentlichen Lebens
Nach eigenen Angaben suchte er 1949 beim Frühstück eine Telefonnummer und konnte sie nicht finden. Das war die Geburtsstunde des Taschenbuchs des Öffentlichen Lebens, ein Nachschlagewerk deutscher Verbände, Organisationen und Behörden aus Politik, Wirtschaft, Gesellschaft und Kultur mit Kommunikationsdaten und Kontaktpersonen. Es erschien 1950 zum ersten Mal. Der Oeckl ist in ein Adressenverzeichnis von 15 Abteilungen von A = Bund bis P = Kunst und Kultur untergliedert. In seinem Register finden sich 19.000 Ansprechpartner sowie 12.000 Institutionen und Verbände.
Albert Oeckl gilt als ein Pionier der Öffentlichkeitsarbeit. Er begründete es als Lehrfach, schon ab 1960 hielt er einschlägige Vorlesungen. Er bestand auf dem Unterschied zwischen Werbung und Öffentlichkeitsarbeit.

## Publikationen (Auswahl)
- als Hrsg.: Taschenbuch des Öffentlichen Lebens. 1950 ff. ISSN 0082-1829; ZDB-ID 204188-1.
- als Hrsg.: Europa-Taschenbuch. 1959 ff.
- Handbuch der Public Relations. Theorie und Praxis der Öffentlichkeitsarbeit in Deutschland und der Welt. Süddeutscher Verlag, München 1964.
- als Hrsg. Public Relations in Deutschland. 1967.
- mit O. Steinert: Das Gesicht der deutschen Industrie. 1968.
- als Hrsg.: PR-Praxis. Der Schlüssel zur Öffentlichkeitsarbeit. Econ, Düsseldorf/Wien 1976.
- Public Relations Politik. Econ, Düsseldorf 1981.
- Glaubwürdigkeit contra Angst – Kursbestimmung der Öffentlichkeitsarbeit. In: PR-Perspektiven. Beiträge zum Selbstverständnis gesellschaftsorientierter Öffentlichkeitsarbeit. Hg. von Günther Schulze-Fürstenow. Luchterhand, Neuwied 1988, S. 13–26.
- Anfänge der Entwicklung der Öffentlichkeitsarbeit. In: Public Relations. Geschichte, Grundlagen, Grenzziehungen. Öffentlichkeitsarbeit. Hg. von Heinz D. Fischer und Ulrike Wahl. Frankfurt am Main, 1993, S. 15–31.